# Genevieve (film)
Genevieve is een Britse filmkomedie uit 1953 onder regie van Henry Cornelius.

## Verhaal
Alan en Ambrose bezitten elk een oldtimer. Als ze deelnemen aan een autorace, draait hun weddenschap uit op een persoonlijke strijd. Dat is niet naar de zin van de vrouwen, die met hen meerijden.

## Rolverdeling
| Acteur            | Personage           |
| ----------------- | ------------------- |
| Dinah Sheridan    | Wendy McKim         |
| John Gregson      | Alan McKim          |
| Kay Kendall       | Rosalind Peters     |
| Kenneth More      | Ambrose Claverhouse |
| Geoffrey Keen     | Politieagent        |
| Reginald Beckwith | Callahan            |